# Senat
Senat, fra latin senatus, betyder et ældsteråd, afledt af ordet senex (gammel mand). Ordet blev oprindelig brugt om den fornemste rådsforsamling i oldtidens Rom. I moderne tid bruges det i flere lande (bl.a. USA og Frankrig) om det ene af parlamentets to kamre.

## Frankrig
Frankrigs senat er andetkammeret i det franske politiske system. Senatet består af 348 senatorer og er oprettet i 1795. Det holder til i Palais du Luxembourg i Paris.

## Tyskland
De fire nordtyske storbyer Berlin, Hamborg, Bremen og Lübeck ledes hver især af et senat, der udgør en delstatsregering eller en magistrat eller begge dele på én gang (Berlin og Hamborg er selvstændige delstater, og byen Bremen udgør sammen med Bremerhaven delstaten Bremen). Senatorerne svarer til rådmænd og ministre, mens senatspræsidenten, der også har titel af regerende borgmester, førsteborgmester eller simpelthen borgmester, i Berlin og Hamborg har funktioner svarende til premierministerens funktion i de andre tyske forbundslande.
Indtil udgangen af 1999 havde Bayern et parlamentarisk tokammersystem bestående af Landdagen og Senatet. Senatet var et andetkammer, der først og fremmest havde rådgivende funktion, og hvis medlemmer ikke var folkevalgte, men valgt eller udpeget af forskellige sociale, økonomiske, kirkelige eller kulturelle grupperinger. Efter en folkeafstemning afskaffede man Senatet og gik over til et etkammersystem.